# Capitaine Mehl (1912)
Capitaine Mehl – francuski niszczyciel z okresu I wojny światowej. Jednostka typu Bouclier. Okręt wyposażony w cztery kotły parowe opalane ropą i turbiny parowe. W czasie I wojny światowej operował początkowo na Morzu Śródziemnym, później przeniesiony na Morze Północne. 21 marca 1918 roku wspólnie z okrętem Bouclier zatopił niemiecki torpedowiec A 7. Niszczyciel przetrwał wojnę. Został skreślony z listy floty 10 lipca 1926 roku.